# Pascal Bruckner
Pascal Bruckner, född 15 december 1948 i Paris, är en fransk författare. Han räknas ibland till Nouveaux philosophes ("Nya filosoferna"), en grupp filosofer som i början av 1970-talet bröt med marxismen. De riktade skarp kritik mot Sartre och poststrukturalismen samt Nietzsche och Heidegger.
Bruckner mottog 1995 Prix Médicis essai för boken La tentation de l'innocence och 1997 Prix Renaudot för boken Les Voleurs de beauté. 2007 tilldelades han Prix Montaigne de Bordeaux för boken La tyrannie de la pénitence: Essai sur le masochisme occidental.
Bruckners roman Lunes de fiel gav Roman Polański inspiration till filmen Bitter Moon.

## Kritik mot multikulturalism
Bruckners polemik mot multikulturalism har givit upphov till en internationell debatt. I böckerna Le Sanglot de l'homme blanc (1983) och La Tyrannie de la pénitence (2006) utvecklar Bruckner sin kritik mot multikulturalismen och menar att multikulturalismen är antirasisternas rasism.
Bruckner hävdar även, att Europa villigt samarbetar med islamiska fundamentalister, vilka strävar efter att omintetgöra den liberala frihet som Europa har byggt upp under århundraden. Bruckner menar, att vänstern på ett cyniskt vis har använt politisk islam för sina egna syften utan att begripa vad detta egentligen innebär.

### Essäer
- Fourier, Seuil, 1975
- Le Nouveau Désordre amoureux (med Alain Finkielkraut), Seuil, 1977
- Au coin de la rue, l'aventure (med Alain Finkielkraut), Seuil, 1979
- Le Sanglot de l'homme blanc: Tiers-Monde, culpabilité, haine de soi, Seuil, 1983
- La Mélancolie démocratique, Seuil, 1990
- La Tentation de l'innocence, Grasset, 1995
- Le Vertige de Babel. Cosmopolitisme ou mondialisme, Arlea poche, 1999
- L'Euphorie perpétuelle: Essais sur le devoir de bonheur, Grasset, 2000
- Misère de la prospérité: La religion marchande et ses ennemis, Grasset, 2002
- La Tyrannie de la pénitence: Essai sur le masochisme Occidental, Grasset, 2006
- Le Paradoxe amoureux, Grasset, 2009
- Le mariage d’amour a-t-il échoué ?, Grasset, 2010
- Le Fanatisme de l'apocalypse. Sauver la Terre, punir l'Homme, Grasset-Fasquelle, 2011

### Romaner
- Allez jouer ailleurs, Le Sagittaire, 1976
- Lunes de fiel, Seuil, 1981
- Parias, Seuil, 1985
- Qui de nous deux inventa l'autre ?, Gallimard, 1988
- Le Divin Enfant, Seuil, 1992
- Les Voleurs de beauté, Grasset, 1997
- Les Ogres anonymes, Grasset, 1998
- L’Amour du prochain, Grasset, 2005
- Mon petit mari, Grasset 2007
- La Maison des anges, Grasset 2013
- Un bon fils, Grasset 2014